# کارری
کارری (به ایتالیایی: Careri) یک کومونه در ایتالیا است که در استان رجو کالابریا واقع شده‌است.

## خصوصیات
کارری ۳۸٫۲ کیلومترمربع مساحت و ۲٬۴۲۷ نفر جمعیت دارد.